# Монастир святого Франциска Ассізького (Задар)
Монастир святого Франциска Ассізького (хорв. Samostan sv. Franje Asiškog) — францисканський монастир у м. Задар (Хорватія). Знаходиться у північно-західній частині задарського півострова.

## Історія
Задарська францисканська церква — найстаріша готична церква у Далмації. Вона була збудована в середині другої половини XIII століття і освячена 1280 році.
Південний монастирський корпус був збудований у 1858 році, в неоготичному стилі, а дзвіниця — в 1849 році. При монастирі знаходиться велика і багата бібліотека, в якій зберігаються декілька інкунабул і чимало рідкісних книг, а також архів із колекцією пергаментів і печаток.

## Опис

### Церква

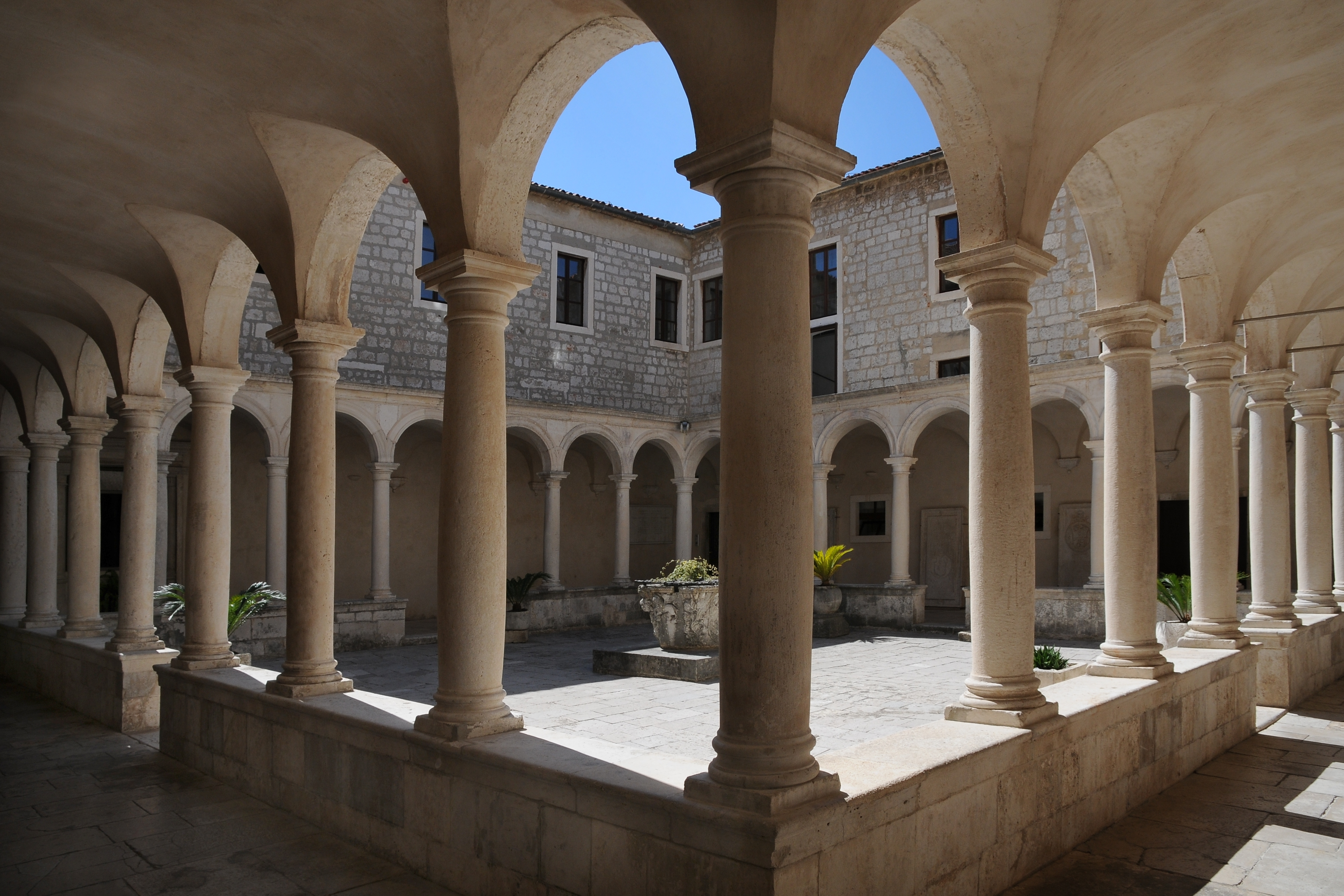
Ренесансне подвір'я (1556 р.), робота майстрів Івана Трифунича та Івана Стіїча

Як і всі подібні чернечі церкви, вона простого однонефного плану. Головний фасад досить простий: на високій рівній поверхні стіни виділяється видовженої форми вузьке двохарочне вікно. Головний портал, за стильовими рисами пізнього бароко, збудований у 1780 році. Інтер'єр церкви вкритий дерев'яною конструкцією, і над вівтарною частиною встановлене характерне пізньобарочне хрестове реброве склепіння.
Ліворуч від головного входу була прибудована каплиця патриціанського роду Детрико, що відкривається до внутрішньої частини церкви трьома неоднаковими напівкруглими арками. Дві арки декоровані типовими ренесансними касетами. Будівництво каплиці замовив Іван Детрико в 1480 році. Ймовірно це робота майстерні Ніколи Флорентинця. Арки розділяють каплицю на три частини. Західна частина має хрестоподібне реброве склепіння, а інші дві — ренесансні консолі на стінах і характерну ренесансну прикрасу. Церкву прикрашають декілька барочних вівтарів з вівтарними перегородками. Біля південної стіни церкви знаходиться вівтар з картиною св. Франциска в апофеозі слави, написаної відомим наприкінці XVI століття венеційським художником Якопо Пальмою Молодшим. За головним вівтарем знаходиться старий жертовник зі зведеним над ним хрестоподібним ребровим склепінням. В цьому просторі знаходяться цінні хорові сидіння, які у стилі квітучої готики виконав у 1394 році венеційський різьбяр Іван, син Якова із Боргосансеполькро. Подвійний ряд із 46 різних по висоті сидінь з'єднуються зверху рівним декоративним вінком. Сидіння між собою розділені багато прикрашеними різьбленими перегородками. Бокові огорожі хорів ще багатші у своєму виконанні і мають на собі рельєфні зображення кінного Св. Кршевана, ліворуч, і стигматизацію Св. Франциска, праворуч. На передній стіні знаходиться велика композиція задарського художника Франьо Салгетті-Дріолі, написана ним у 1860 році на згадку про померлу дружину.

### Ризниця
З хорів можливий доступ до ризниці, в якій знаходяться цінні, багато вигравірувані барочні дерев'яні шафи, виготовлені у 1724 році. У ризниці виставлена також велика картина Мадонни Благодаті, що датується кінцем XV століття, з встановленим авторством венеційського художника Ладзаро Бастіані. Сама ризниця має велике значення для хорватської історії, оскільки в ній 18 лютого 1358 року був підписаний відомий Задарський мир між Венеційською республікою і угорсько-хорватським королем Людовиком I Анжуйським, коли Венеція відмовилась від своїх прав на Далмацію.

### Художнє зібрання
Біля ризниці знаходиться приміщення, де зберігається монастирська художня колекція, в якій є багато цінних речей. Найціннішим є розписне романсько-візантійське розп'яття XII століття. Розіп'ятий Христос зображений живим, і на кінцях хреста написані напівфігури Діви Марії, св. Івана і двох архангелів. Робота унікальна в плані зображення образів напівфігуральним виконанням. Вважається, що розп'яття могло бути виготовленим у самому ж Задарі. У виставковому залі домінує великий готичний поліптих, написаний приблизно у 1450 році, з ймовірним авторством художника Дуяма Вушковича. Згідно з оцінками експертів, цей найцінний витвір пізньоарочного мистецтва у Хорватії. Францисканська колекція має виключно цінними ілюстрованими книгами з нотними записами (хоралами) і чудовими зразками мініатюрного живопису XIII—XV ст.. Серед найпізніших робіт в колекції особливо виділяється картина, що зображує покладення Ісуса Христа у труну, написана цілком ймовірно венеційським художником Якопо Бассано.

### Каплиця Св. Антона і подвір'я
Через ризницю можна потрапити в ренесансну каплицю Св. Антона, яка колись ймовірно була залом монастирського капітула. З цього приміщення знаходиться вихід у монастирське подвір'я з портиком, збудованому майстрами Іваном Трифуничем та Іваном Стіїчем у 1556 році.